# 명진고등학교
명진고등학교(明進高等學校)는 대한민국 광주광역시 광산구 수완동에 있는 사립 고등학교이다.

## 학교 연혁
- 1985년 12월 30일 : 학교법인 정성학원 설립인가
- 1986년 3월 3일 : 광이고등학교 4학급으로 개교
- 1987년 6월 19일 : 학교법인 유성학원으로 법인명 변경
- 1997년 3월 1일 : 세종고등학교로 교명변경
- 2009년 7월 7일 : 학교법인 도연학원으로 법인명 변경
- 2013년 3월 1일 : 명진고등학교로 교명 변경
- 2013년 3월 1일 : 학급당 9학급 인가
- 2024년 2월 16일 : 최수완 이사장 취임
- 2025년 1월 3일 : 제37회 졸업식 42명(졸업생 누계 10,030명)
- 2025년 3월 1일 : 제17대 교장 조건승 선생 취임
- 2025년 3월 1일 : 명진고등학교 남녀공학 전환
- 2025년 3월 4일 : 2025학년도 신입생 입학(153명)

## 참고 자료
- 명진고등학교 - 한국교육학술정보원 학교알리미